# Pic d'Obacs
El Pic d'Obacs és una muntanya de 2.637 metres que es troba entre els municipis de la Vall de Boí i de Vilaller, a la comarca de l'Alta Ribagorça.